# O Compromisso do Profissional de Computação
O Compromisso do Profissional de Computação (em inglês, The Pledge of the Computing Professional) é uma organização sem fins lucrativos americana que visa promover a noção de computação como uma profissão reconhecida na graduação para estudantes de Ciência da Computação e cursos relacionados. O Compromisso é baseado na Ordem do Engenheiro.

## História
Em 2007, inspirado pelo exemplo da Ordem do Engenheiro, indivíduos nas universidades Ohio Northern University e University of South Florida criaram uma organização similar para os alunos que estavam se graduando em cursos relacionados a computação de suas instituições. Depois que o interesse apareceu em outras instituições, O Compromisso do Profissional de Computação foi desenvolvido por um gurpo de 17 profissionais de computação. Este grupo se formou a partir das seguintes empresas e instituições acadêmicas: Bridgewater College, Clarion University of Pennsylvania, Dickinson State University, Intel, Ithaca College, Kettering University, Lakeland Community College, Louisiana State University in Shreveport, McNeese State University, Metropolitan State College of Denver, Norfolk State University, University of North Dakota, Oberlin College, Ohio Northern University, Raytheon, University of South Florida, e Southern Polytechnic State University.
Mesmo tendo como objetivo a difusão desse pensamento, não é a organização que vai atrás de filiais, mas sim as universidades que desejam fazer parte dessa organização que devem entrar com pedidos para serem reconhecidos com 'nós' do Compromisso do Profissional da Computação. Dessa forma, a difusão dessa organização é mais forte nos Estados Unidos, sem ainda existirem filiais em outros países.
A organização realizou sua primeira cerimônia nas universidades Ohio Northern University, University of South Florida, e McNeese State University em maio de 2011.

## Objetivos
Ainda hoje, quando tratamos ética num âmbito computacional, não vemos um grande enfoque como recebem os médicos ou engenheiros. Muitas vezes as escolhas de um profissional de computação não envolve resultados tão críticos, como numa cirurgia ou numa construção onde milhares de pessoas passarão. Mas como cada vez mais ficamos dependentes da internet para resolver nossos problemas mais corriqueiros, o acesso aos nossos dados se torna mais fácil. Um agravante para isso é essa falta de responsabilidade ética e moral que muitos profissionais sentem com relação a suas ações. Esse é somente um dos problemas que podem ser provocados por essa falta de responsabilidade por parte dos profissionais de computação.
Dessa forma, o objetivo da organização é promover e reconhecer o comportamento moral e ético de graduados em cursos relacionados a computação, no momento em que eles irão começar a ter carreiras servindo para a sociedade. Para tal finalidade, é realizada uma cerimônia de passagem para alunos que estão se graduando. Como consciência ética da sociedade em relação a computação vem aumentando, devido a grandes ocorrências como o WikiLeaks e dados sobre clima falsificados. Portanto, o Compromisso defende uma visão proativa sobre ética em relação a áreas relacionadas a computação.
Para atingir esse objetivo, a organização acredita que os futuros profissionais devem se declarar responsáveis por suas ações. Isso é feito em uma cerimônia em que os graduandos e fazem um juramento, como já é costume em outras áreas, como a medicina. O juramento serve basicamente para que os futuros profissionais deixem dito que tem um dever a cumprir na sociedade e sabem que precisam seguir normas éticas e morais, que suas ações estão sujeitas a consequências e que por isso irão tomar cuidado com suas escolhas. Dessa forma, pretende-se atingir o objetivo por meio de uma conscientização dos graduandos, da mesma forma como fazem os médicos com o Juramento de Hipócrates, os fazendo jurar que irão praticar a profissão de forma honesta.

## Cerimônia
A cerimônia deve ser flexível e adaptável para uma já existente cerimônia de graduação de departamento, onde graduados em Ciência da Computação (ou em outros cursos relacionados) devem ser reconhecidos como membros. A cerimônia consiste em um docente lendo a história do Compromisso, fazendo os alunos recitarem um juramento como um grupo, e depois reconhecer os estudantes individualmente, recebendo uma memorabilia com o símbolo da organização e assinando um certificado.
O item sugerido como memorabilia é um broche de lapela, com a palavra 'HONOR' escrita em código ASCII. O certificado de membro possui o juramento e uma linha para assinatura.

### História do Compromisso
História a ser lida por um docente aos alunos participando da cerimônia.
Em inglês:
The [insert name of institution] Chapter of The Pledge of the Computing Professional was established in [insert year of chartering] as the [insert ordinal number] Node in the Organization’s Linked List of Nodes.
Before we ask the initiates gathered here to obligate themselves to The Pledge of the Computing Professional, we pause to consider the history of, and motivation for, this Organization.
In many modern professions, the act of joining the profession is accompanied by a rite of passage, symbolizing the entry of the initiate into a position of responsibility. The initiate often takes an oath, pledging to act both ethically and morally as a member of the profession. The initiate is often presented with a visible symbol of the profession, as a reminder of the responsibility of the profession.
In 2007, inspired by the example of the Order of the Engineer, individuals at Ohio Northern University and the University of South Florida created similar organizations for graduates of their respective computing programs. After interest in such an organization grew at other institutions, The Pledge of the Computing Professional was developed by an international team of 17 computing professionals. The Organization held its first induction ceremonies in May 2011.
Today’s ceremony marks the [insert ordinal] time that The Pledge of the Computing Professional has been conducted at [insert name of institution]. Through this public rite-of-passage ceremony, we foster professional pride, moral obligation, and ethical responsibility in all graduates of computing disciplines. The initiates who are present here today will soon stand to take this Pledge. After this ceremony there will be no organizational meetings to attend, nor will there be any dues to be paid. However, members of this Organization are expected to keep their Pledge to uphold and honor their chosen profession; the certificate and [brief description of memento] that each of our initiates receive here today will serve as visible reminders of this Pledge throughout their professional careers. 

Em português (tradução livre):

O capítulo [inserir nome da instituição] do Compromisso do Profissional de Computação foi estabelecida em [inserir ano da associação] como o Nó [inserir número de ordem] na Lista de Nós Ligados da Organização.
Antes de pedirmos aos iniciados aqui presentes a se obrigarem ao Compromisso do Profissional de Computação, nós faremos uma pausa para considerar a história e motivação dessa Organização.
Em muitas profissões modernas, o ato de participar da profissão é acompanhado por um rito de passagem, simbolizando a entrada do iniciado em uma posição de responsabilidade. O iniciado geralmente faz um juramento, se comprometendo a agir tanto eticamente quanto moralmente como um membro da profissão. O iniciado é geralmente presenteado com um um símbolo visível da profissão, como uma lembrança da responsabilidade da profissão.
Em 2007, inspirado pelo exemplo da Ordem do Engenheiro, indivíduos em Ohio Northern University e em University of South Florida criaram organizações similares para os graduados em seus respectivos cursos de computação. Depois que o interesse em tal tipo de organização cresceu em outras instituições, O Compromisso do Profissional de Computação foi desenvolvido por um grupo internacional de 17 profissionais de computação. A Organização realizou sua primeira cerimônia em maio de 2011.
A cerimônia de hoje marca a [inserir ordem] vez que o Compromisso do Profissional de Computação foi conduzida na [inserir nome da instituição]. Através dessa cerimônia de rito de passagem pública, nós alimentamos orgulho profissional, obrigação moral, e responsabilidade ética em todos os graduados de disciplinas de computação. Os iniciados que estão presentes aqui hoje logo se levantarão para se comprometer. Após essa cerimônia não existirão reuniões organizacionais para para atender, nem existirão taxas a serem pagas. Porém, é esperado que membros dessa Organização mantenham seu Compromisso de manter honra em sua profissão escolhida; o certificado e [breve explicação da lembrança] que cada um dos nossos iniciados recebem aqui hoje servem como lembranças visíveis desse Compromisso ao longo de suas carreiras profissionais. 

### Juramento
Em inglês:
The Pledge of the Computing Professional
I am a Computing Professional.
My work as a Computing Professional affects people’s lives, both now and into the future.
As  a  result,  I  bear  moral  and  ethical  responsibilities  to society.
As  a  Computing  Professional,  I  pledge  to  practice  my profession with the highest level of integrity and competence.
I shall always use my skills for the public good.
I shall be honest about my limitations, continuously seeking to improve my skills through lifelong learning.
I shall engage only in honorable and upstanding endeavors.
By my actions, I pledge to honor my chosen profession.
Em português (tradução livre):
O Compromisso do Profissional de Computação
Eu sou um Profissional de Computação.
Meu trabalho como um Profissional de Computação afeta a vida das pessoas, tanto agora quanto no futuro.
Como resultado, eu carrego responsabilidades morais e éticas para com a sociedade.
Como um Profissional de Computação, eu me comprometo a praticar minha profissão com o maior nível de integridade e competência.
Eu devo sempre utilizar minhas habilidades para o bem público.
Eu devo ser honesto sobre minhas limitações, continuamente procurando melhorar minhas habilidades ao longo de uma vida de aprendizado.
Eu devo me comprometer somente com empreendimentos honrados e corretos.
Por minhas ações, eu me comprometo a honrar minha profissão escolhida.

## Filiais
Atualmente existem 34 filiais, capítulos ou nós (em inglês, Chapters ou Nodes), associados a organização. Por enquanto só existem universidades americanas associadas.

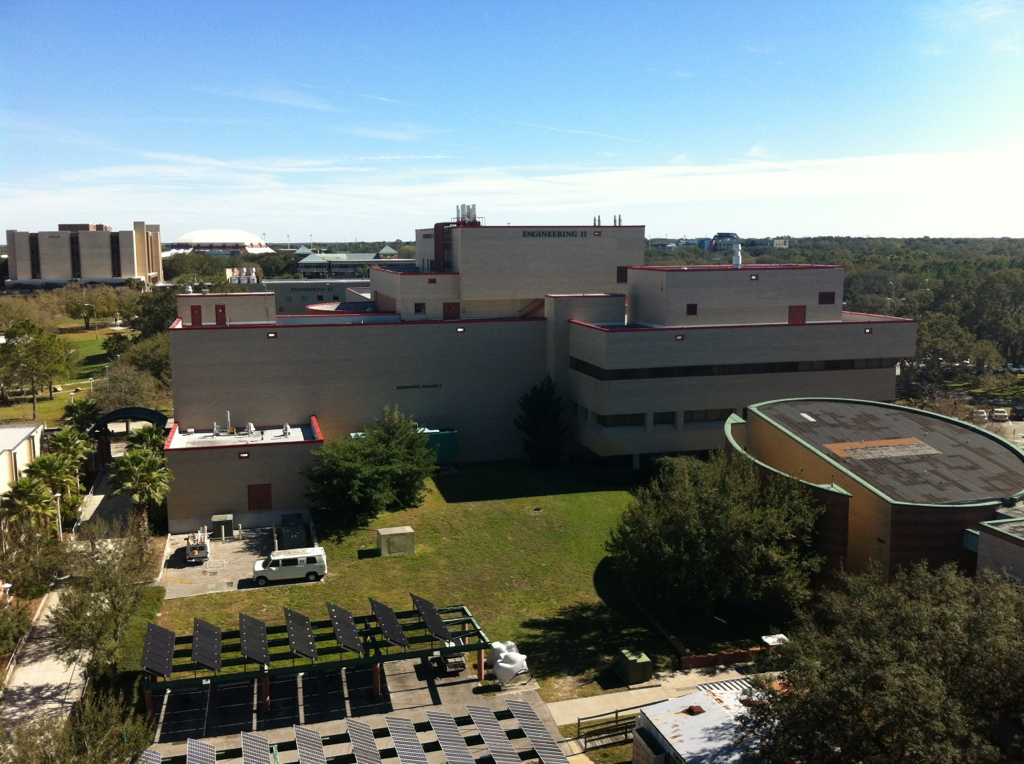
Prédios de engenharia - University of South Florida

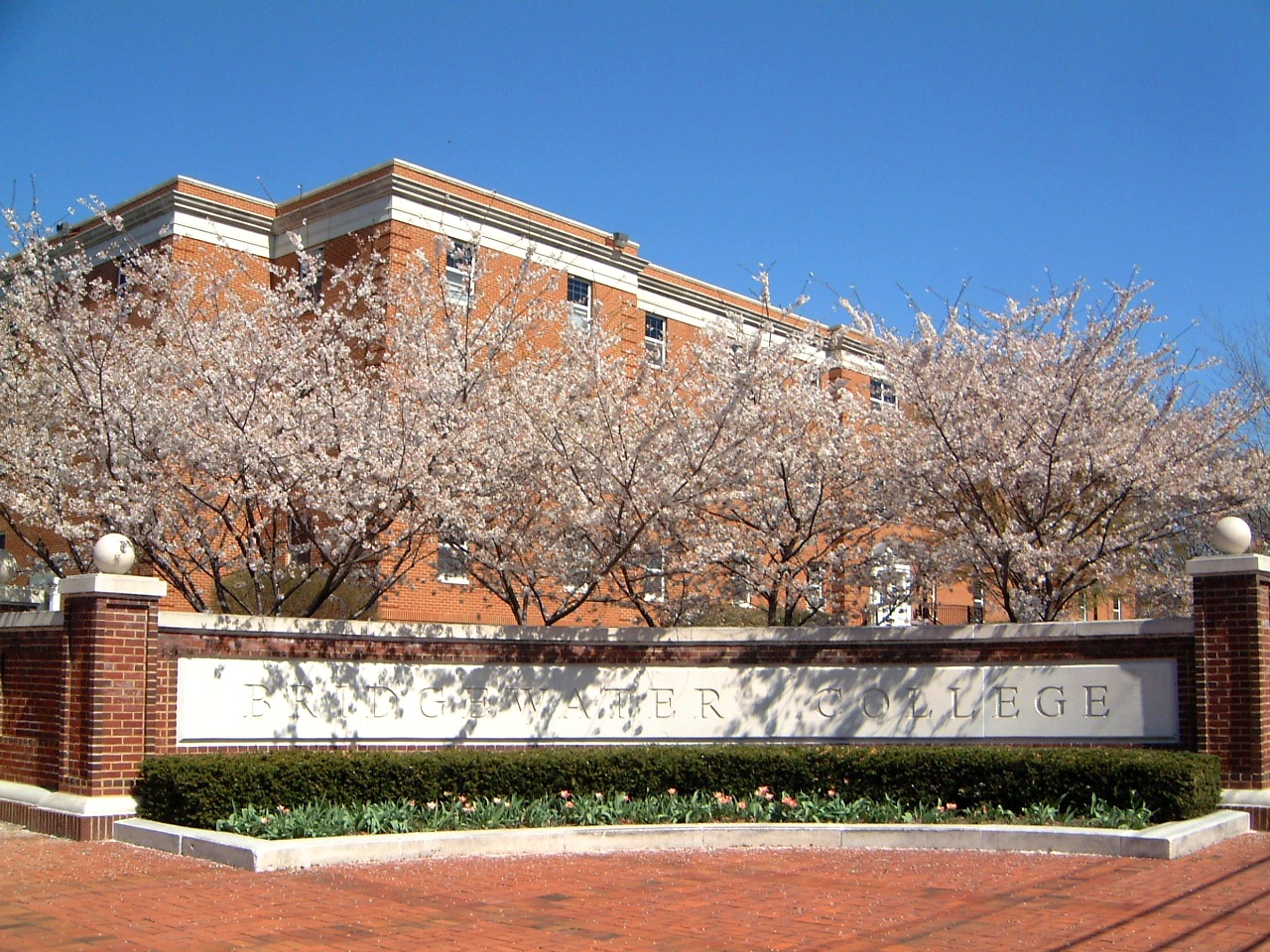
Bridgewater College

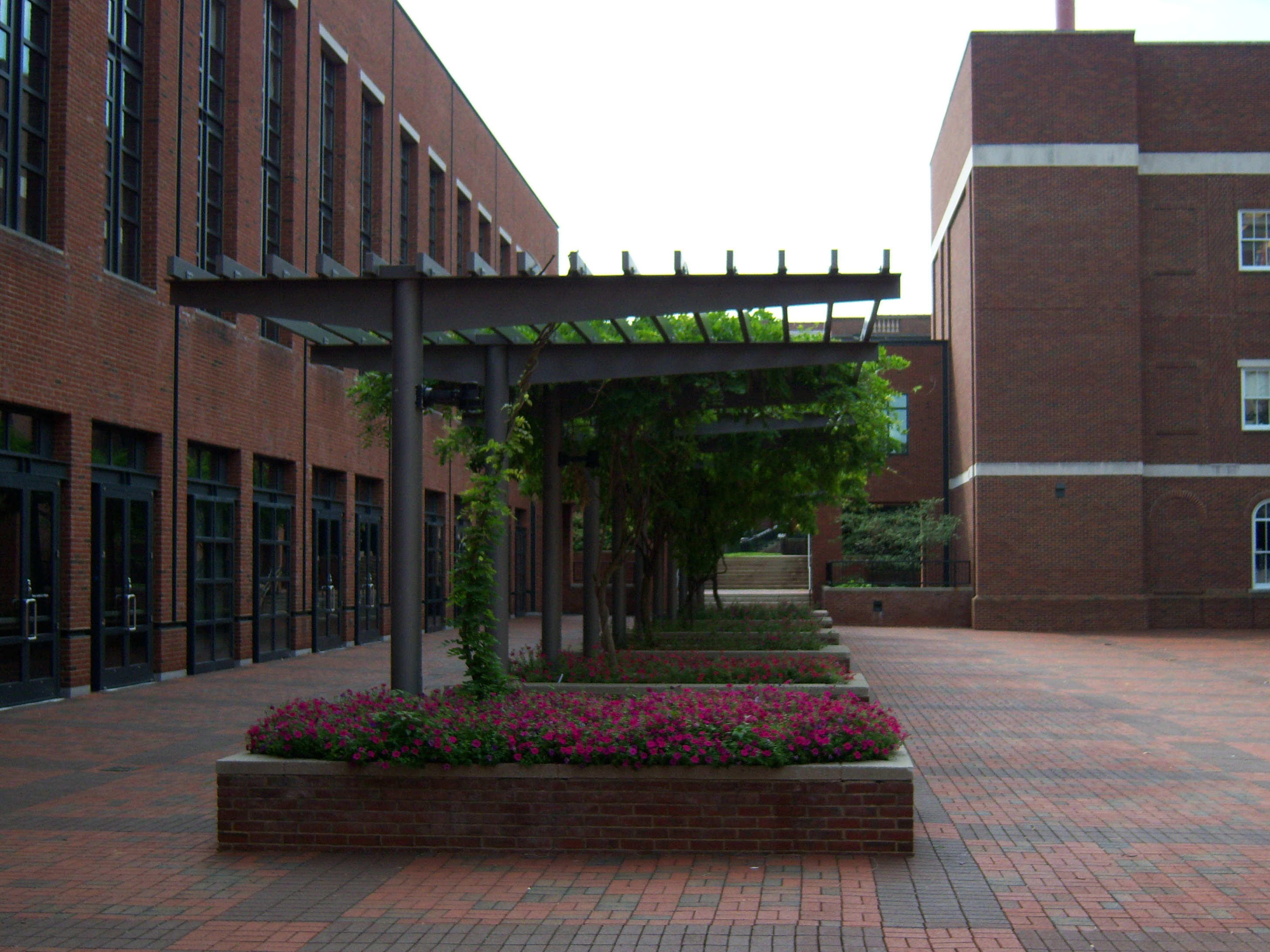
Praça das engenharias - University of Kentucky

| Instituição                                | Estado             | País           |
| ------------------------------------------ | ------------------ | -------------- |
| Bowling Green State University             | Ohio               | Estados Unidos |
| Bridgewater College                        | Virginia           | Estados Unidos |
| Clarion University of Pennsylvania         | Pensilvânia        | Estados Unidos |
| Creighton University                       | Nebraska           | Estados Unidos |
| Davis & Elkins College                     | Virgínia Ocidental | Estados Unidos |
| Dickinson State University                 | Dakota do Norte    | Estados Unidos |
| Grinnell College                           | Iowa               | Estados Unidos |
| Kettering University                       | Michigan           | Estados Unidos |
| Lakeland Community College                 | Ohio               | Estados Unidos |
| LSU in Shreveport                          | Luisiana           | Estados Unidos |
| Marion Technical College                   | Ohio               | Estados Unidos |
| McNeese State University                   | Luisiana           | Estados Unidos |
| Metropolitan State College of Denver       | Colorado           | Estados Unidos |
| Minneapolis Comm and Tech College          | Minnesota          | Estados Unidos |
| Montana State University                   | Montana            | Estados Unidos |
| Northern Kentucky University               | Kentucky           | Estados Unidos |
| Norfolk State University                   | Virgínia           | Estados Unidos |
| Oberlin College                            | Ohio               | Estados Unidos |
| Ohio Northern University                   | Ohio               | Estados Unidos |
| Simmons College                            | Massachusetts      | Estados Unidos |
| Southern Maine Community College           | Maine              | Estados Unidos |
| Southern Polytechnic State University      | Georgia            | Estados Unidos |
| Syracuse University                        | Nova Iorque        | Estados Unidos |
| Tennessee Technological University         | Tennessee          | Estados Unidos |
| Texas A&M University – Kingsville          | Texas              | Estados Unidos |
| Towson University                          | Maryland           | Estados Unidos |
| University of Denver                       | Colorado           | Estados Unidos |
| University of Illinois at Urbana-Champaign | Illinois           | Estados Unidos |
| University of Kentucky                     | Kentucky           | Estados Unidos |
| University of North Dakota                 | Dakota do Norte    | Estados Unidos |
| University of South Florida                | Flórida            | Estados Unidos |
| University of the Pacific                  | California         | Estados Unidos |
| Wayne State University                     | Michigan           | Estados Unidos |
| William Penn University                    | Iowa               | Estados Unidos |